# District de Grandpré
Pour les articles homonymes, voir Grandpré (homonymie).
Le district de Grandpré est une ancienne division territoriale française du département des Ardennes de 1790 à 1795.
Il était composé des cantons de Grandpré, Autry, Brieules, Buzancy, Chatel, Saint-Juvin et Saint Pierremont.